# Władysław Bułhak (historyk)
Władysław Wojciech Bułhak (ur. 23 lutego 1965 w Warszawie) – historyk, specjalista w zakresie historii polskiego wywiadu, pracownik Biura Edukacji Publicznej IPN. Syn Henryka Bułhaka, brat Ewy Konstancji Bułhak.

## Życiorys
Absolwent XLI LO im. Joachima Lelewela w Warszawie i Instytutu Historycznego Uniwersytetu Warszawskiego (1990). W 1998 doktorat w zakresie historii U źródeł orientacji rosyjskiej obozu narodowego na przełomie XIX i XX wieku w Instytucie Historii im. Tadeusza Manteuffla PAN. Ekspert w Ośrodku Studiów Wschodnich i w Departamencie Studiów Strategicznych MSZ, korespondent PAP w Moskwie, specjalista ds. public relations. Od 2000 pracownik Biura Edukacji Publicznej IPN (2000–2006 zastępca dyrektora BEP, 2006–2011 naczelnik Wydziału Badań Naukowych, Dokumentacji i Zbiorów Bibliotecznych BEP, 2011 ponownie zastępca dyrektora BEP). 2000–2006 redaktor naczelny „Biuletynu IPN”, członek redakcji półrocznika „Pamięć i Sprawiedliwość”.
Publikował m.in. w „Przeglądzie Historycznym”, „Kwartalniku Historycznym”, „Niepodległości”, „Przeglądzie Wschodnim”, „Studiach z dziejów ZSRR i Europy Środkowej”, „Arcanach”, „Zeszytach Historycznych”, „Pamięci i Sprawiedliwości” „Biuletynie IPN” i „Mówią Wieki”.

## Odznaczenia
- Złoty Krzyż Zasługi (2010)[2],
- Kombatancki Krzyż Pamiątkowy „Zwycięzcom” (ZKRPiBWP, 2011).

## Wybrane publikacje
- Dmowski, Rosja i kwestia polska. U źródeł orientacji rosyjskiej obozu narodowego 1886–1908, Warszawa 2000.
- Wywiad i kontrwywiad Armii Krajowej, Warszawa 2008.
- Wywiad PRL a Watykan 1962-1978, Warszawa 2019.